# Кад мртви запјевају
Кад мртви запјевају је хрватски филм из 1998. године. Филм је награђен Златном ареном филмског фестивала у Пули.

## Радња
Почетком деведесетих година из Немачке се враћају два хрватска емигранта економски Цинцо и политички Маринко, жељни породице, љубави и родног краја. Да би добио немачку пензију, Цинцо се прогласио мртвим па жив путује у мртвачком сандуку. Ускоро му се придружује Маринко, који бежи пред агентом УДБА-е који га жели убити како би зарадио пензију. На путу мртвачким колима Цинца и Маринка чекају многе перипетије, чија кулминација наступа у њиховом старом крају, где их чекају барикаде српских побуњеника.

## Улоге
| Глумац           | Улога          |
| ---------------- | -------------- |
| Иво Грегуревић   | Чинцо Капулица |
| Ивица Видовић    | Маринко        |
| Мирјана Мајурец  | Маца           |
| Ксенија Пајић    | Стана          |
| Матија Прскало   | Чинцова ћерка  |
| Борис Михољевић  | доктор Лучић   |
| Жарко Савић      | пуковник       |
| Дражен Кин       | Чинцов зет     |
| Ђуро Утјешановић | удбаш          |
| Илија Ивезић     | Бициклист      |
| Петер Карстен    | Курт Милер     |

## Награде
- Фил је на Пулском фестивалу награђен Златним аренама за режију, музику и тон, те наградом публике Златна врата Пуле
- Ft. Lauerdale 99' - Гран при жирија
- Амерички фестивал комедије 2000. - Награда жирија за филмско откриће